# Otanów
Otanów est une localité polonaise située dans la gmina mixte et le powiat de Myślibórz en voïvodie de Poméranie-Occidentale. Elle se situe à environ 57 km au sud de la capitale régionale Szczecin.
En 2021, la localité compte 168 habitants.

## Géographie

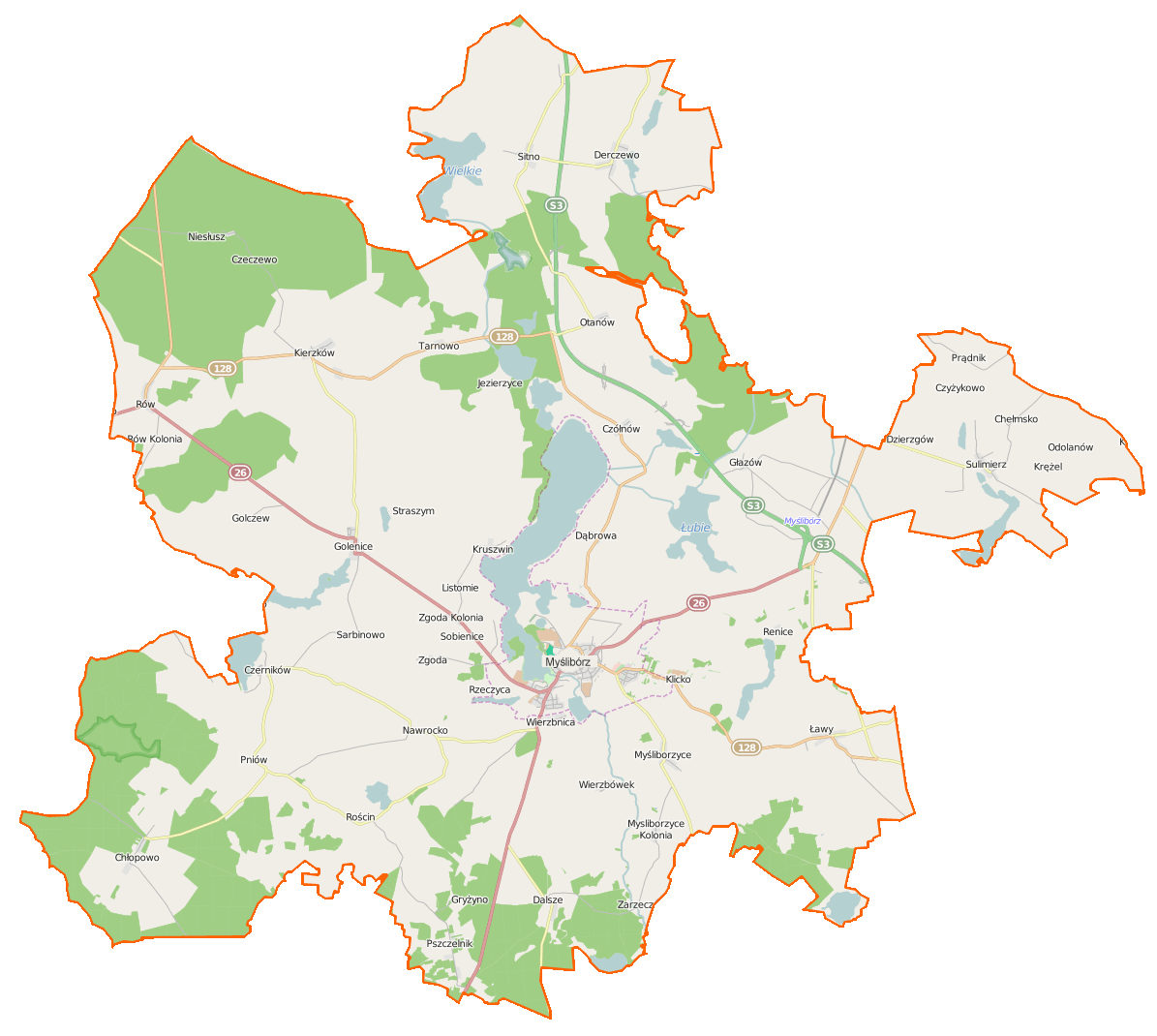
Carte de la gmina de Myślibórz.